# Köttel
Köttel ist ein Stadtteil der oberfränkischen Stadt Lichtenfels im Landkreis Lichtenfels.

## Geografie
Das Dorf liegt über zehn Kilometer entfernt von der Lichtenfelser Kernstadt an einem Abzweig der Kreisstraße LIF 22 zwischen Lahm und dem Weismainer Stadtteil Siedamsdorf.

## Geschichte
Köttel wurde erstmals 1265 als Codele urkundlich erwähnt. Bis 1803 gehörte der Ort zum Kloster Langheim, bis dieses im Zuge der Säkularisation aufgelöst wurde. Mit dem Gemeindeedikt bildete der damals 130 Einwohner umfassende Ort ab 1818 mit Eichig die Gemeinde Köttel im Landgericht Lichtenfels.
1950 hatte Köttel 151 Einwohner. Am 1. Januar 1978 erfolgte die Eingliederung von Köttel in die Stadt Lichtenfels.

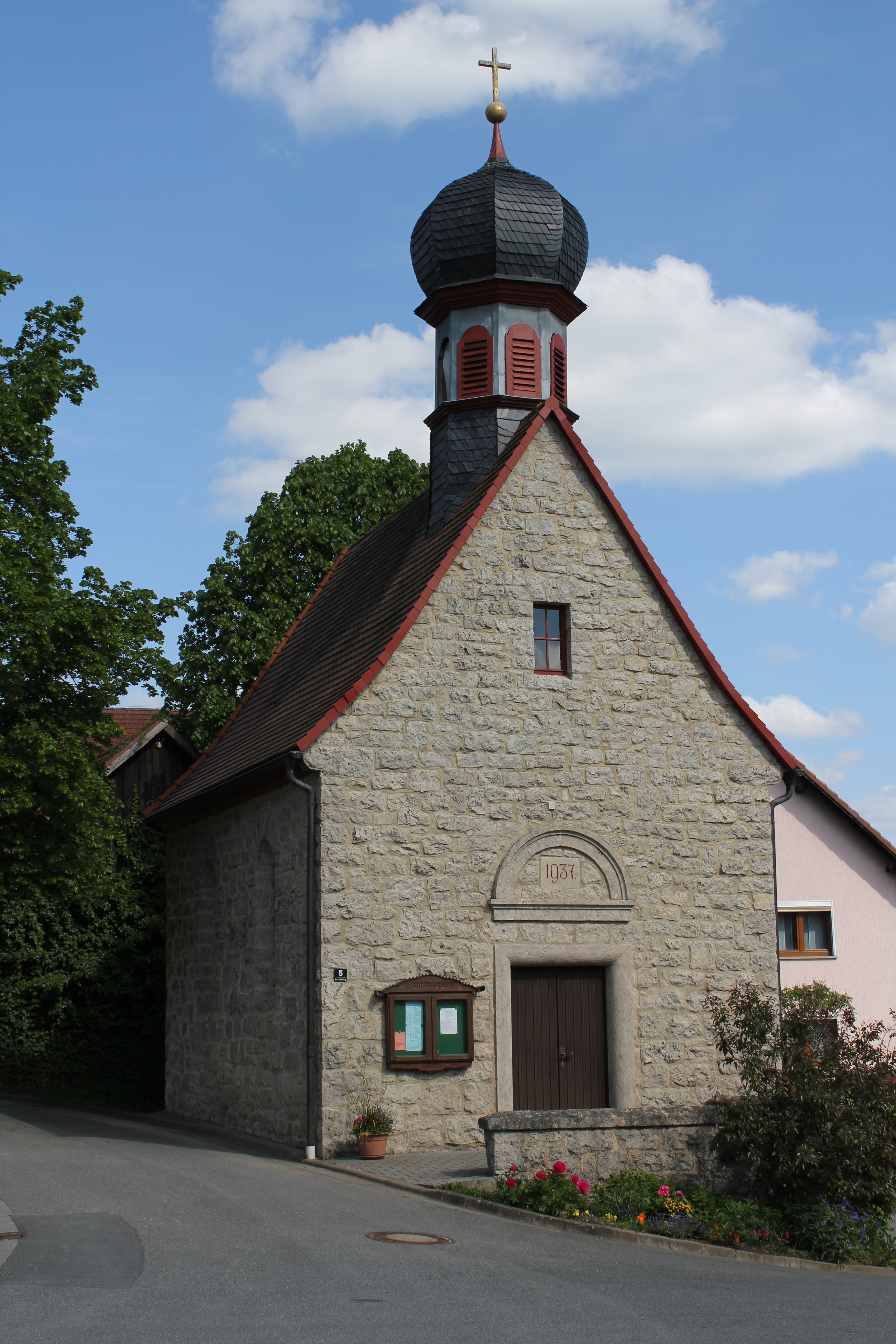
Katholische Kapelle in Köttel

## Sehenswürdigkeiten
- Brunnenhaus (erbaut im 18. Jahrhundert)
- Katholische Kapelle

In der Liste der Baudenkmäler in Lichtenfels (Oberfranken) sind für Köttel drei Baudenkmäler ausgewiesen.

## Sonstiges
Am zweiten Sonntag im November wird die Kirchweih gefeiert.